# ستيفن آدمز
ستيفن آدمز (بالإنجليزية: Steven Adams)‏ مواليد 20 يوليو 1993 في روتوروا، هو لاعب كرة سلة محترف نيوزلندي بدأ مسيرته الاحترافية في سنة 2011 حيث تم اختياره من قبل فريق أوكلاهوما سيتي ثاندر خلال الدرافت، يلعب مع فريق أوكلاهوما سيتي ثاندر في الرابطة الوطنية لكرة السلة كلاعب وسط ويحمل الرقم 12. يبلغ طوله 7 قدم 0 بوصة (2.1 م).

## إحصائيات المسيرة

### الموسم الاعتيادي
| السنة   | الفريق               | لعب | بدأ | دقيقة | ميداني% | ثلاثية | حرة  | ارتداد | صنع | استلاب | تصدي | نقطة |
| ------- | -------------------- | --- | --- | ----- | ------- | ------ | ---- | ------ | --- | ------ | ---- | ---- |
| 2013–14 | أوكلاهوما سيتي ثاندر | 81  | 20  | 14.8  | .503    | .000   | .581 | 4.1    | .5  | .5     | .7   | 3.3  |
| 2014–15 | أوكلاهوما سيتي ثاندر | 70  | 67  | 25.3  | .544    | .000   | .502 | 7.5    | .9  | .5     | 1.2  | 7.7  |
| 2015–16 | أوكلاهوما سيتي ثاندر | 80  | 80  | 25.2  | .613    | .000   | .582 | 6.7    | .8  | .5     | 1.1  | 8.0  |
| المسيرة |                      | 231 | 167 | 21.6  | .565    | .000   | .551 | 6.0    | .7  | .5     | 1.0  | 6.2  |

### التصفيات
| السنة   | الفريق               | لعب | بدأ | دقيقة | ميداني% | ثلاثية | حرة  | ارتداد | صنع | استلاب | تصدي | نقطة |
| ------- | -------------------- | --- | --- | ----- | ------- | ------ | ---- | ------ | --- | ------ | ---- | ---- |
| 2014    | أوكلاهوما سيتي ثاندر | 18  | 0   | 18.4  | .689    | .000   | .348 | 4.1    | .2  | .1     | 1.3  | 3.9  |
| 2016    | أوكلاهوما سيتي ثاندر | 18  | 18  | 30.7  | .613    | .000   | .630 | 9.5    | .7  | .5     | .8   | 10.1 |
| المسيرة |                      | 36  | 18  | 24.6  | .635    | .000   | .563 | 6.8    | .5  | .3     | 1.1  | 7.0  |

## روابط خارجية
- ستيفن آدمز على موقع الاتحاد الدولي لكرة السلة (الإنجليزية)
- ستيفن آدمز على موقع إن بي أي (الإنجليزية)
- ستيفن آدمز على موقع سبورتس رفرنس (الإنجليزية)
- ستيفن آدمز على موقع كرة السلة الأوروبية.كوم (الإنجليزية)
- ستيفن آدمز على موقع إي إس بي إن.كوم (الإنجليزية)
- ستيفن آدمز على موقع كلية كرة السلة في سبورتس رفرنس.كوم (الإنجليزية)
- ستيفن آدمز على موقع ريلجم (الإنجليزية)
- ستيفن آدمز على موقع بروبوليرز (الإنجليزية)